# Гуларян, Армен Грантович
Арме́н Гра́нтович Гуларя́н (арм. Արմեն Հրանտի Ղուլարյան, 25 сентября 1954, Иджеванский район, Армянская ССР, СССР) — армянский государственный деятель.

## Биография
- 1971—1976 — архитектурно-строительный факультет Ереванского политехнического института. Награждён медалью «Маршал Баграмян» (2002).
- 1976—1980 — работал руководителем группы архитектурного отдела Иджеванского исполкома.
- 1980—1988 — главный архитектор Иджеванского района Армянской ССР.
- 1986—1996 — избирался депутатом Иджеванского городского и районного советов.
- 1988—1990 — заведующий отделом строительства, промышленности и транспорта Иджеванского райкома КП Армении.
- 1990—1991 — исполняющий обязанности председателя, а в 1991—1996 — председатель исполкома Иджеванского райсовета.
- 1996—1999 — был мэром Иджевана. Член союза архитекторов Армении, спроектировал и построил ряд объектов. Лауреат республиканских конкурсов.
- С февраля 1999 по 15 мая 2014 — марзпет (губернатор) Тавушской области.
- 15 мая 2014 освобождён от занимаемой должности в связи с переходом на другую работу.
- 16 мая 2014 назначен заместителем министра градостроительства Армении.

Член партии «РПА». Академик РАЕН (2002).